# چرکدانه
چرکدانه (به انگلیسی: pustule) تاول کوچک چرکدار یا تجمع چرکى قابل رؤيت در داخل یا زیر پوست را می‌نامند. چرکدانه کمی برجسته تر از سطح پوست بوده حاوی مایع اغلب روشنی است که در آن سلولهای مرده و تجمعی از نوتروفیلها وجود دارد.
نوعی جوش دردناک بوده، برجستگی‌های پر از چرک سفید یا زرد رنگ، با پایه قرمز رنگ هستند.
این ضایعه در بیماریهای پوستی مختلفی دیده می‌شود مانند تبخال، آکنه ولگاریس، سیفلیس، آکنه روزاسه و کهیر. پوسچول یکی از نشانه های فارنژیت ناشی از ایدز است ولی باید همراه آن فارنژیت تب دار و نمای پرایمری اینفکشن (کمون  3تا  5هفته)و هایپرمی فارنکس و اولسرمخاطی و میالژی وآرترالژی و راش بدون خارش ماکولوپاپولر و لتارژی و لنفادنوپاتی نیز موجود باشد تا با قطعیت در باره ایدز فرد نظر بدهیم .

## نگارخانه

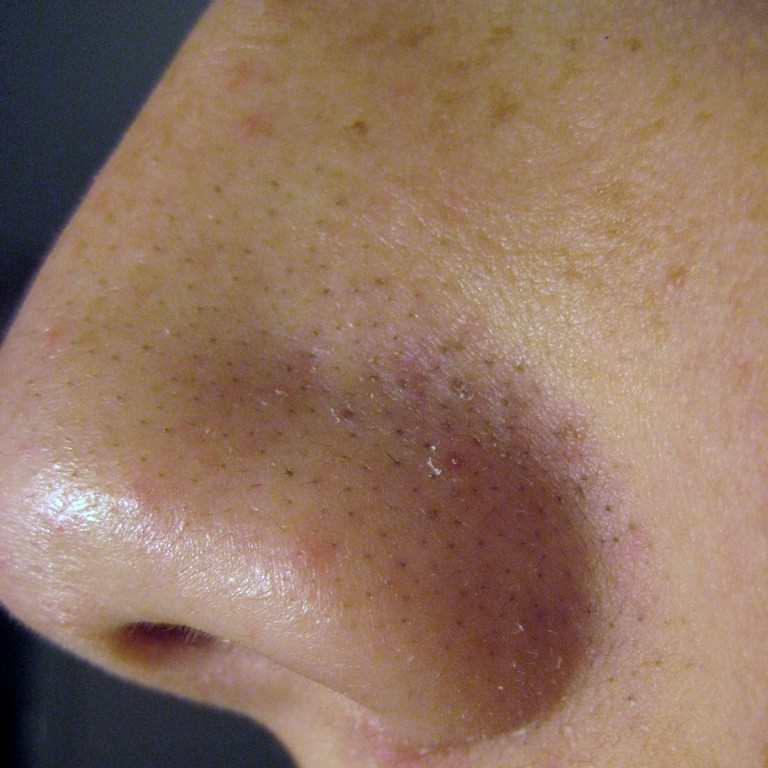
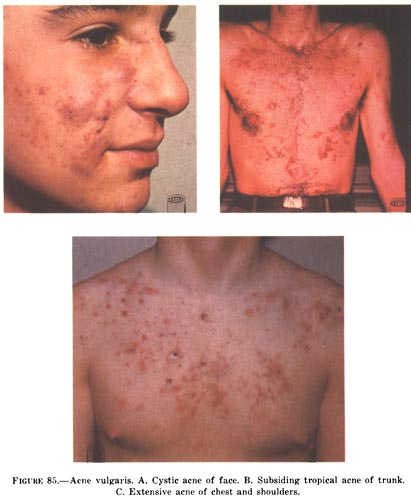